# Автомагістраль А19 (Франція)
Автомагістраль A19 — це автострада у Франції, яка з’єднує A5 з A6 між Сенсом у Йонні та Куртене у Луаре. Має 130 кілометрів довжини. Розширення автомагістралі A10 поблизу Орлеана було завершено в січні 2011 року. A19 є частиною крайньої кільцевої дороги Парижа.

## Ділянка від A5 (Сенс) до A6 (Куртене)

### Факти
Автомагістраллю управляє компанія «Париж-Рейн-Рон». A19 є платною автомагістраллю і має 2x2 смуги. Це 30 км має довжину.

### Історія
- 1993: Початок будівництва 5 км ділянки A160 від A5 до RN6 (майбутня A19).
- 1997: Початок 25 км відрізку до Куртені

## Розв'язки
- A5 до A19
- 01 (Південний напрямок) до 4 км: обслуговується місто Сенс
  -  Зона обслуговування: Villeroy
- 02 (Парон) до 17 км: обслуговується місто Субліньї
- A6 до A19 на 30 км:

## Ділянка від A6 (Куртене) до A10 (Сужі)

### Факти
Автомагістраль експлуатується Arcour, дочірньою компанією компанії VINCI. Є пропозиції продовжити дорогу від Куртене на виїзді 17 з A6. Згодом дорогу буде подовжено від Куртене до Артене, забезпечуючи зв’язок між автострадами A10 до A6 загальною довжиною 101 км

### Історія
Посилання від Куртене до Сужі було відкрито 16 червня 2009 року. Це дозволяє встановити зв’язок між A5, A6, A77 і A10.

## Розв'язки
- 03 (Courtenay-Ist): обслуговується місто Куртене
- 04 (Courtenay-West): обслуговується місто Куртене
  -  Зона відпочинку
- 05 (Montargis): обслуговуються міста Монтаржі і Феррієр-ан-Гатіне
  -  Зона відпочинку
- A77 до A19
  -  Зона обслуговування: Куртене-Артене
- 06 (Beaune-La-Rolande): обслуговується місто Бон-ла-Роланд
- 07 (Pithiviers): обслуговує міста Пітів'є і Невіль-о-Буа
  -  Зона відпочинку
- A10 до A19
- 13 (Artenay) на A10: обслуговує міста Артене та Сужі